# Villanueva de la Serena
Villanueva de la Serena es un municipio y ciudad española perteneciente a la provincia de Badajoz, en Extremadura. Es centro económico, junto con Don Benito, de la comarca de las Vegas Altas, además del séptimo municipio más poblado de la comunidad autónoma, con 25 784 habitantes (INE 2024). Cuenta con el título de ciudad, concedido en 1856 por la reina Isabel II. Es cabeza y sede del partido judicial de Villanueva de la Serena.

## Toponimia
Son varios los nombres y títulos que a lo largo de su historia ha ostentado la actual Villanueva de la Serena. El primer nombre que conocemos es Aldeanueva (Aldea Nueva, o Aldea Nueva de Medellín). La aldea dependía desde 1270 de la jurisdicción de Medellín. El rey Fernando IV la donó en 1303 a la Orden de Alcántara para su repoblación, bajo el nombre de Aldeanueva de los Freires. Más adelante el nombre se cambió por el de Aldea de Magacela (o Villanueva de Magacela) al pasar a depender de la villa de Magacela.
Finalmente, su actual denominación Villanueva de la Serena la encontramos por primera vez en 1389, en un documento que aún se conserva del archivo del monasterio de Guadalupe.

## Símbolos
El escudo de Villanueva de la Serena fue aprobado oficialmente en sesión del Pleno Corporativo municipal celebrada el 17 de septiembre de 1956. Su descripción heráldica es:

Escudo cuartelado. Primero, en campo de oro, Cruz de la Orden de Alcántara, de sinople. Segundo, de plata, una sirena, en su color. Tercero, de azur, castillo, de oro, sobre monte de sinople y rocas de oro. Cuarto, en campo de plata, cuatro fajas bien ordenadas, de azur. Al timbre, corona Real abierta. Lleva como lema: "Puerta soy de la Serena".

La bandera municipal fue adoptada por el Pleno del Ayuntamiento el 30 de diciembre de 1981. Es una bandera rectangular, de proporciones 2/3, formada por cuatro franjas de azul, sobre fondo plata; resultando nueve franjas de idénticas dimensiones, cinco de plata y cuatro de azul, con el escudo heráldico al centro y en sus colores.
Las tres entidades menores del municipio, Entrerríos, Valdivia y Zurbarán, también han adoptado emblemas propios.

## Geografía
Integrado en la mancomunidad de La Serena-Vegas Altas, se sitúa a 119 kilómetros de la capital provincial y a escasos cinco kilómetros de la vecina Don Benito, junto con la que forma una aglomeración urbana con una población de más de 60 000 habitantes, formando un centro agrícola, industrial y de servicios con una gran influencia tanto a nivel comarcal como regional. 
El relieve del municipio es predominantemente llano, favorecido por la presencia del río Guadiana, que cruza el territorio de este a oeste, recibiendo las aguas del río Zújar, que desemboca cerca del núcleo urbano, su afluente más caudaloso por la margen izquierda. Además, el río Gargáligas hace de límite por el norte con un exclave de Don Benito. La altitud oscila entre los 335 metros al sureste y los 250 metros a orillas del Guadiana. La ciudad se alza a 294 metros sobre el nivel del mar. 
| Noroeste: Rena                 | Norte: Don Benito (exclave) | Noreste: Don Benito (exclave)            |
| Oeste: Don Benito              |                             | Este: Don Benito (exclave) y La Coronada |
| Suroeste: Don Benito y La Haba | Sur: La Haba y Magacela     | Sureste: La Coronada                     |

El Camino Natural de las Vegas del Guadiana (Vía Verde de las Vegas del Guadiana y las Villuercas) parte de esta ciudad.

### Clima
El clima de Villanueva de la Serena se clasifica como cálido y templado. Hay más precipitaciones en invierno que en verano. La temperatura media anual es de 16.5 °C. Hay alrededor de precipitaciones de 484 mm.

## Historia

### Antecedentes

#### Prehistoria
Se ha datado un importante asentamiento tartésico del siglo V a. C. aproximadamente, que junto a los de "Cancho Roano" (Zalamea de la Serena), "La Mata" (Campanario) y "El Turuñuelo" (Guareña) conforman un área de vital importancia en tan destacada como ignota cultura. Dicho asentamiento se ubica en la confluencia de los ríos Guadiana y Zújar, en el denominado cerro de Tamborrío y que está en la actualidad a la espera de su datación, excavación y puesta en conocimiento.

#### Edad Antigua
En época romana hubo cerca del actual enclave un poblado llamado "Portículus", en un pequeño otero y como acceso o puerta, que podría entenderse como acceso y entrada al camino que discurría por los campos de la actual comarca de la Serena. Tal puerta o acceso conectaba la Lusitania con la Beturia. Se han encontrado algunos restos Arqueológicos, entre ellos una lápida con la inscripción: ”P.TALIUS:Q.F.PAP.LEG.X/HIC SITUS.EST."
Como antecedente del núcleo poblacional, aparece "Vesci", como aldea o núcleo aislado y habitado, establecida desde el siglo I d. C. El marqués Torres Cabrera en su libro; Páginas de Extremadura: Villanueva de la Serena (1900), lo afirma y aporta el hallazgo de diversos testimonios arqueológicos y epigráficos. Noticia que también recoge Muñoz Gallardo en "Apuntes para la historia de Villanueva de la Serena". Otros autores, como Ortiz de Thovar, que atribuyen a la localidad un origen más antiguo, pues se remontan a la época de los túrdulos, noticia que recoge Bernabé Moreno de Vargas en Historia de Mérida (datos del Excmo Ayto de Vva de la Serena).

### Edad Media
En el siglo X los árabes levantaron un castillo en la margen derecha del río Guadiana, algo más debajo de Vesci, que se llamó Almojáfar o Mojáfar. Más que población se trataba de una atalaya a punto de defensa del río en esta zona. En tiempos del rey Alfonso VII de León (siglo XII) la antigua Vesci aparece rehabilitado y con el nombre de Aldeanueva. En 1232 el maestre de la Orden de Alcántara Arias Pérez toma la fortaleza de Mojáfarn edificándose sobre sus cimientos el castillo de Castilnovo. El siguiente maestre alcantarino, Pedro Yánez, conquistó Magacela y otros enclaves de La Serena que el rey concedió a la orden en 1234. El 29 de agosto de 1259 se deslindan las jurisdicciones de Medellín y Magacela. En la primera es incluida la pequeña aldea. Este motivo y los buenos servicios prestados por el maestre Gonzalo Pérez Gallego y sus paladines a Fernando IV, movió al rey a donarla a la Orden de Alcántara en agosto de 1303, fechándose la renuncia de los señores de Medellín en 1305.
Pronto se hicieron sentir los efectos de la emancipación y la nueva tutela de la orden conquistadora. Aldeanueva adquirió una importancia progresiva gracias a su especial situación, como llave de La Serena. Para garantizar la seguridad de la posesión, el maestre Gonzalo Pérez Gallego la hizo amurallar dejando tan sólo dos accesos en todo el recinto: el primero, conocido como Puerta de la Villa, y el segundo, hacia el oeste, la Puerta del Ochavo.
La calle más importante de la judería era la que hoy se conoce como Francisco Pizarro y en ella se encontraba la Casa de la Tercia. La existencia de la morería parece natural en esta zona si consideramos que Villanueva está situada entre dos fortificaciones de origen árabe: Mojáfar y Magacela. La importancia de la villa en esa época queda demostrada en la reunión de la Casa de la Tercia o Cilla el 17 de marzo de 1313.
En el año 1362 consiguió la exención de la jurisdicción de Magacela y amplios privilegios reales. Villanueva fue imponiéndose a todas las villas de la Serena y las dignidades de la Orden de Alcántara fijan en ella su residencia Maestral. En el transcurso de los años, más concretamente desde 1369 a 1417, en ella se dictan reglas para administrar justicia entre moros y cristianos, se conceden y firman privilegios y se da carta de exención de tributos.

### Edad Moderna

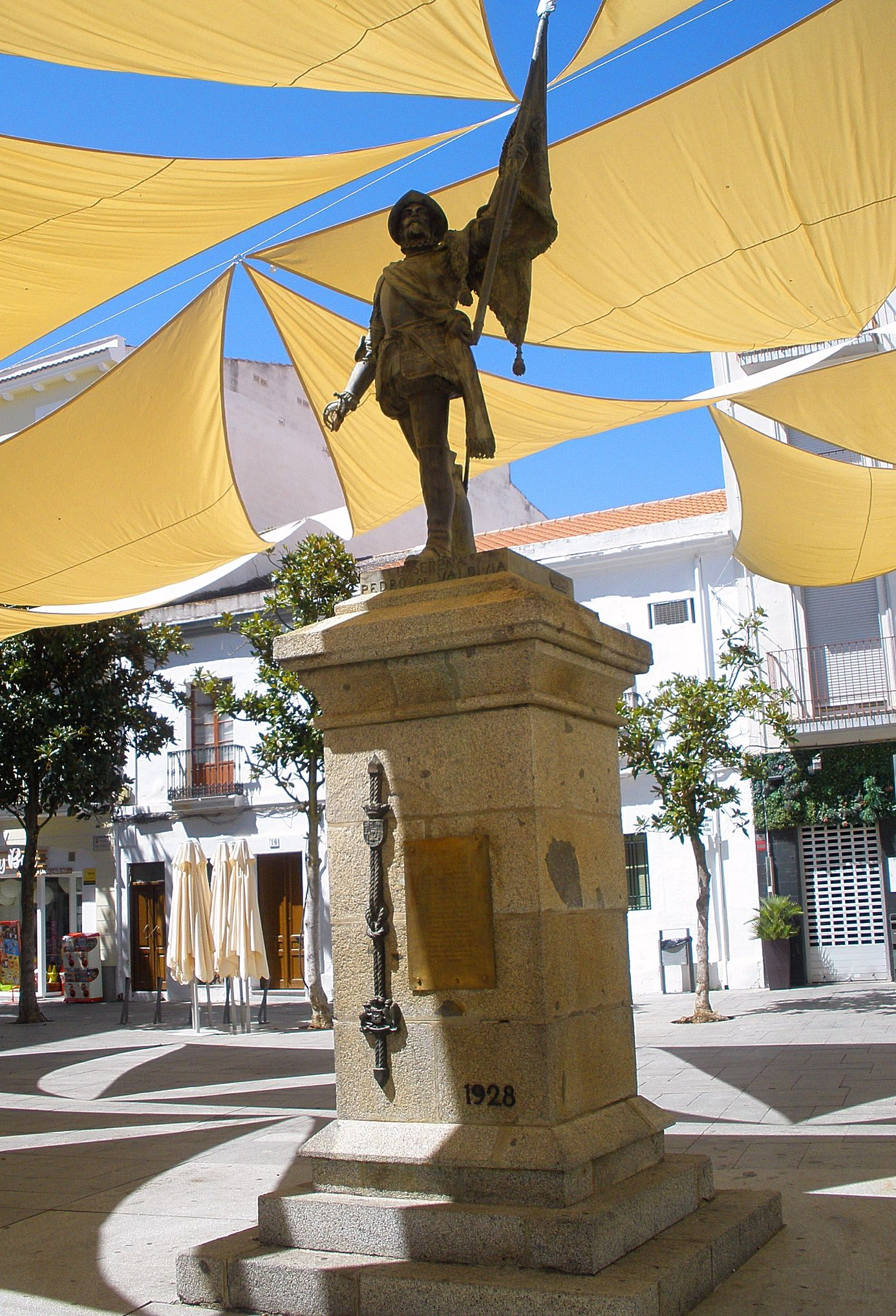
Monumento al conquistador Pedro de Valdivia, en la plaza de España

Entre los siglos XV y XVI se fue convirtiendo en la localidad más importante de la Comunidad de la Villa y tierra de Magacela y en la cabeza de los 18 pueblos enclavados en el territorio de la Real Dehesa de la Serena, controlada por la Orden de Alcántara, donde se aposentaban 220 000 cabezas de ganado. El maestre don Alfonso de Monroy y la condesa de Medellín, doña Beatriz de Pacheco, se pusieron de acuerdo para recuperar algunas villas y castillos del Maestrazgo, entre ellos Castilnovo.
En 1490 y como consecuencia de las guerras, el abandono de las tierras de cultivo y una pertinaz sequía, los habitantes sufrieron falta de agua. El concejo acuerda que se proceda a la apertura de pozos y una charca que sirva de abrevadero. En las obras participaron todos los vecinos.
Los Reyes Católicos, para fortalecer su poder y evitar futuras disputas internas del reino, obtuvieron del papa la cesión de la Corona de los maestrazgos y de todas las rentas que la Mesa Maestral tenía en el partido de la Serena. Hecha la renuncia se retiró a Villanueva y comenzó a edificar el monasterio de los Freyres, a las afueras de la ciudad.

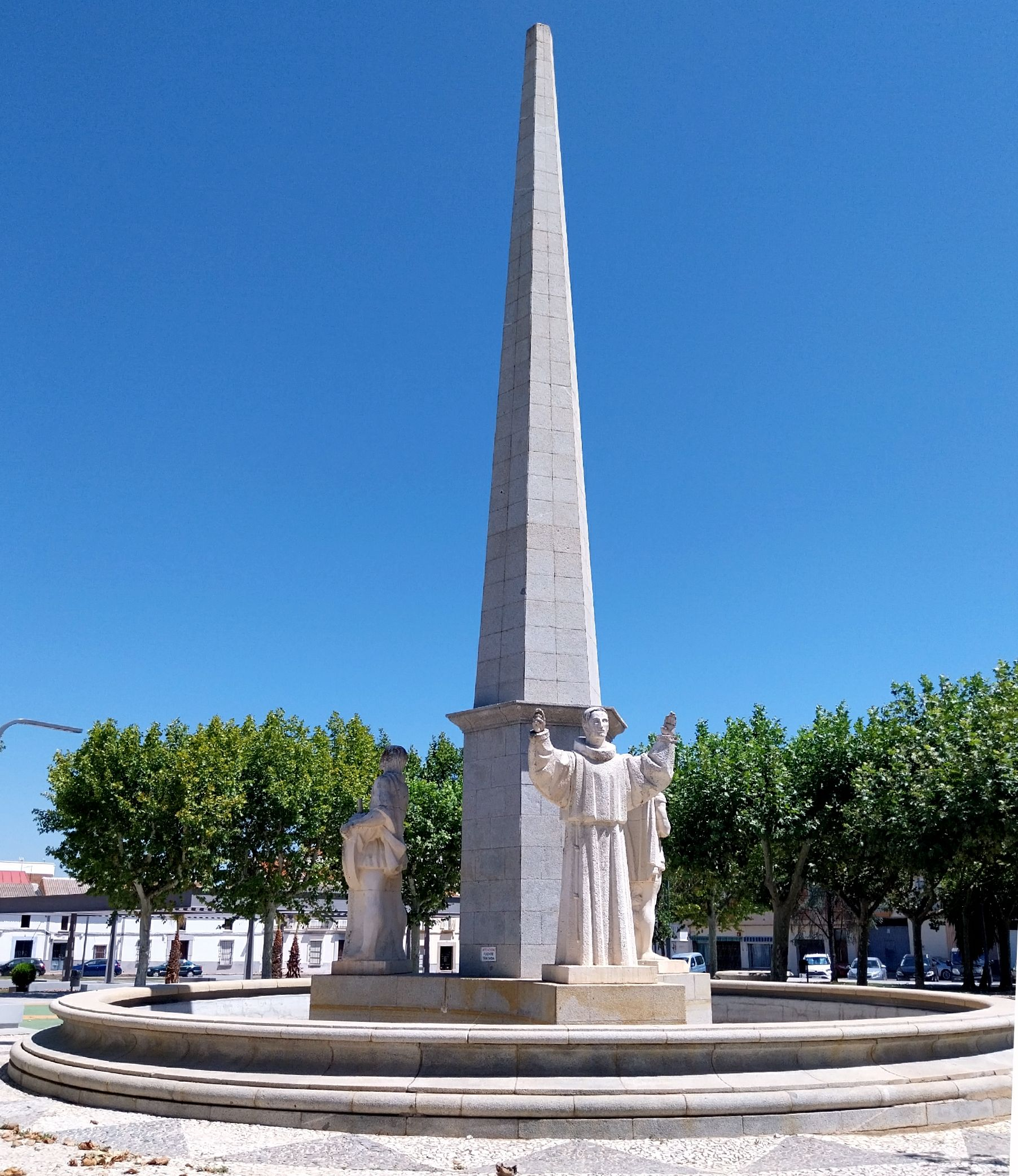
Monumento a los Conquistadores, en la plaza de los Conquistadores

Ya en los siglos XVII y XVIII, aunque seguía dependiendo en el orden eclesiástico de los Priores de Magacela, ocupó el lugar de villa libre. Por ese motivo pidió y obtuvo licencia del rey para edificar la casa consistorial y cuantos edificios fueran necesarios. En estas fechas se construyeron edificios relevantes como: el Ayuntamiento (1595), la iglesia de Nuestra Señora de la Asunción (1608), la torre de dicha iglesia (1635), la casa de Pósitos, el convento de San Bartolomé de franciscanos descalzos y un convento de franciscanas concepcionistas (1627).
En el transcurso de estos siglos, se celebraron en Villanueva numerosas Juntas del Concejo de la Mesta y en el siglo XVIII alcanzaba la categoría de plaza Gobernador Militar y de cabeza del Partido de la Serena. La superficie del Partido estaba incluida en el perímetro de la Real Dehesa de la Serena.
En el interrogatorio de la Real Audiencia de 1791, todas las fuentes se muestran de acuerdo en señalar a Villanueva como un terreno fértil de mayoría de población dedicada a la agricultura.

### Edad Contemporánea

#### SigloXIX
Durante el siglo XIX, Villanueva se configuró como uno de los municipios más importantes de la provincia de Badajoz. De 5000 habitantes en el origen pasó a 12 000.
En la guerra de la Independencia (1808-1814) sufrió una grave situación de penuria. Los vecinos fueron obligados a suministrar recursos a las tropas hispánicas. Por si eso fuera poco, fue objeto de saqueos y rapiñas por parte del ejército francés. Las llamas devoraron los tesoros del Palacio Prioral, que quedó completamente arrasado.
En 1820 se construye una Sociedad Patriótica. Se suceden los actos, discursos y coplas en apoyo del nuevo régimen constitucional. Villanueva en 1869 era el mayor núcleo comarcal con 2717 vecinos (multiplicado por cuatro da el número de habitantes). Al mismo tiempo comenzaba a dar sus primeros pasos como ciudad industrial. A finales de siglo contaba con una estación telegráfica, una importante fábrica de jabón (Jabones Gallardo) y algunas industrias de aguardientes, chocolates y cordelería.
A la caída del Antiguo Régimen, la localidad se constituye en municipio constitucional en la región de Extremadura. Desde 1834 es cabecera y sede del partido judicial de Villanueva de la Serena. En el censo de 1842 contaba con 1997 hogares y 7296 vecinos. En 1856 la reina Isabel II le concedió el título de ciudad.
El período de la Restauración (1874-1931) se traduce como un relevo continuo de las corporaciones locales. La figura más emblemática es el cacique, bien retratado por el escritor villanovense Felipe Trigo.

#### SigloXX
El siglo XX comenzó con tumultos provocados por el terror a una plaga de langosta que no se supo o no se pudo erradicar. En 1914 se creó una agrupación de la Juventud Maurista y en 1919 se constituyó el Sindicato Católico Agrario y la Caja Rural de Préstamos. Este período supuso un gran cambio en la fisonomía de la ciudad. Avalado por la buena coyuntura económica y las buenas relaciones con el gobierno central, el alcalde D.Antonio de Miguel-Romero y Gil de Zúñiga, acometió una serie de obras públicas que supusieron la modernización de la ciudad, como el empedrado de calles, la carretera de Guadalupe o el Puente de Guadiana. El 27 de junio de 1915 fue colocada la primera piedra de dicho puente. Antes de construir este puente la única manera de cruzar el río era vadearlo en "La Barca". Tal medio de transporte dio nombre al camino que iba en esa dirección.
En 1929 fue inaugurada la estatua de Pedro de Valdivia por el general Primo de Rivera. El dictador visitó varias ocasiones la localidad y fue él quien promovió la concesión de un tratamiento de Excelencia para el Ayuntamiento, que fue otorgado el 6 de diciembre de 1926.
Durante la guerra civil, Villanueva fue leal a la República, cayendo en poder del bando sublevado en julio de 1938 y sufriendo entonces los republicanos una violenta represión por parte de las fuerzas franquistas, cuyas consecuencias aún perduran dado que no se han hallado los cuerpos de los republicanos fusilados y enterrados en algún paraje desconocido próximo a la localidad de Medellín. Antes de la entrada de las tropas franquistas en Villanueva habían sido asesinadas por los leales a la República más de 50 personas por sus ideas conservadoras.
Villanueva de la Serena ha experimentado en los últimos tiempos un extraordinario desarrollo, habiéndose convertido en pocas décadas en una ciudad moderna, abierta y dinámica, muy pujante en el terreno económico, social y cultural, constituyendo, junto con Don Benito, un poderoso centro de servicios, cuya influencia se proyecta con fuerza sobre todo el territorio circundante.

#### SigloXXI
En 2021 se impulsó la propuesta de la fusión municipal entre Villanueva de la Serena y Don Benito promovida por ambos consistorios. Contó con el visto bueno de la Diputación de Badajoz, la Junta de Extremadura y la Subdelegación del Gobierno. En noviembre de 2021 el Consejo de Ministros autorizó la celebración de una consulta popular sobre la fusión de Don Benito y Villanueva de la Serena, de carácter no vinculante, que se llevó a cabo el 20 de febrero de 2022 y que sirvió para valorar el respaldo a la propuesta por parte de la población de los dos municipios. De proseguir el proceso de fusión municipal no culminará antes de 2027.
La fusión quedó paralizada un año después debido a los resultados de las elecciones municipales de 2023 en Don Benito, en las que el PSOE obtuvo 9 concejales, el partido local y contrario a la fusión Siempre Don Benito obtuvo 7 concejales, y el PP obtuvo 5 concejales. Los dos últimos partidos se unieron "a favor de una nueva consulta, por los errores detectados en el proceso, reconocidos también por el PSOE", para quitar la alcaldía al PSOE y paralizar el proceso de fusión. No obstante la consulta celebrada no era vinculante.

## Demografía
Villanueva de la Serena cuenta con una población de 25 784 habitantes (INE 2024).
| Gráfica de evolución demográfica de Villanueva de la Serena entre 1842 y 2021                                         |
| |
| Población de derecho según los censos de población del INE. Población de hecho según los censos de población del INE. |

## Patrimonio

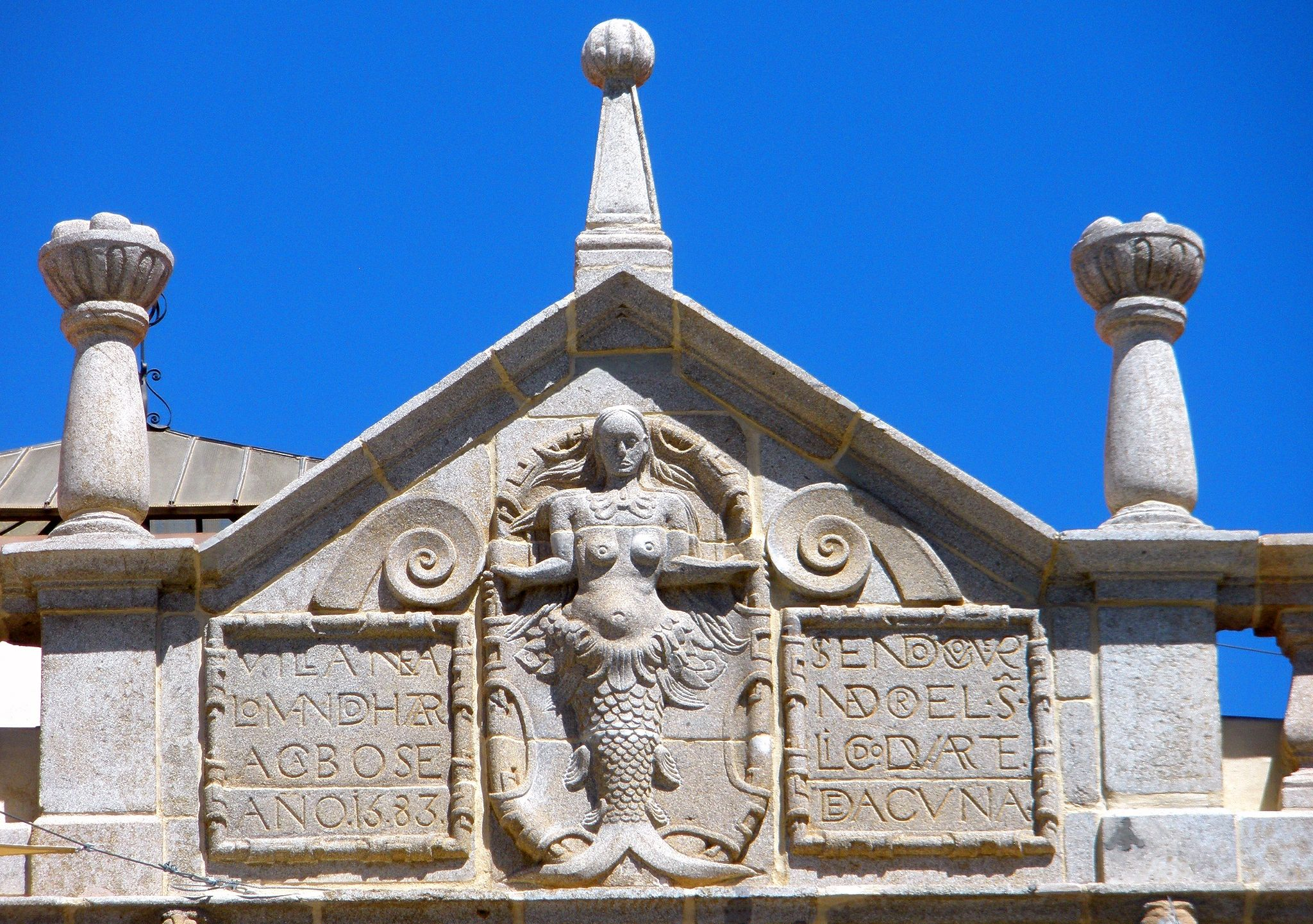
Relieve renacentista de la sirena en el frontispicio de la casa consistorial

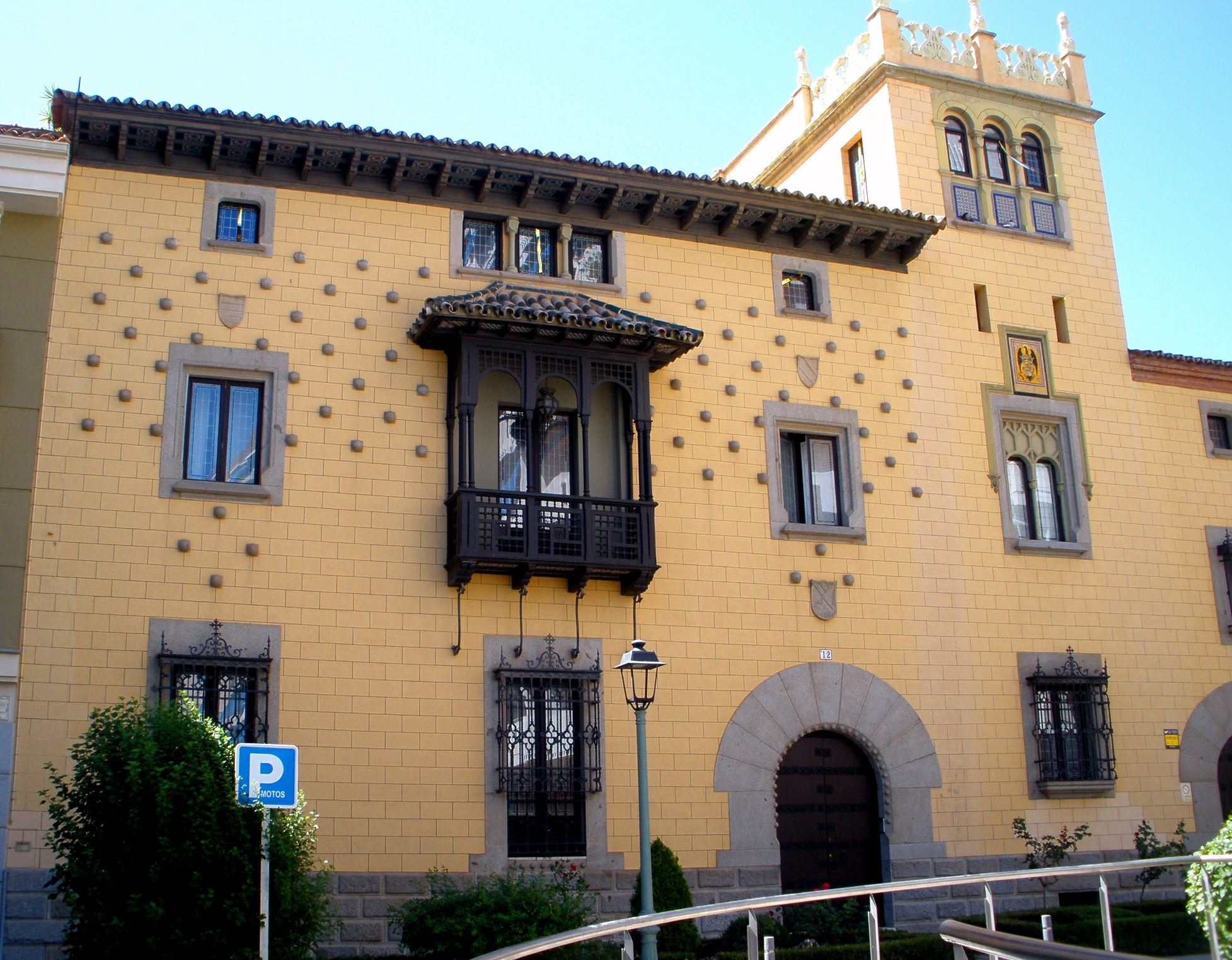
Casa de los Bolos

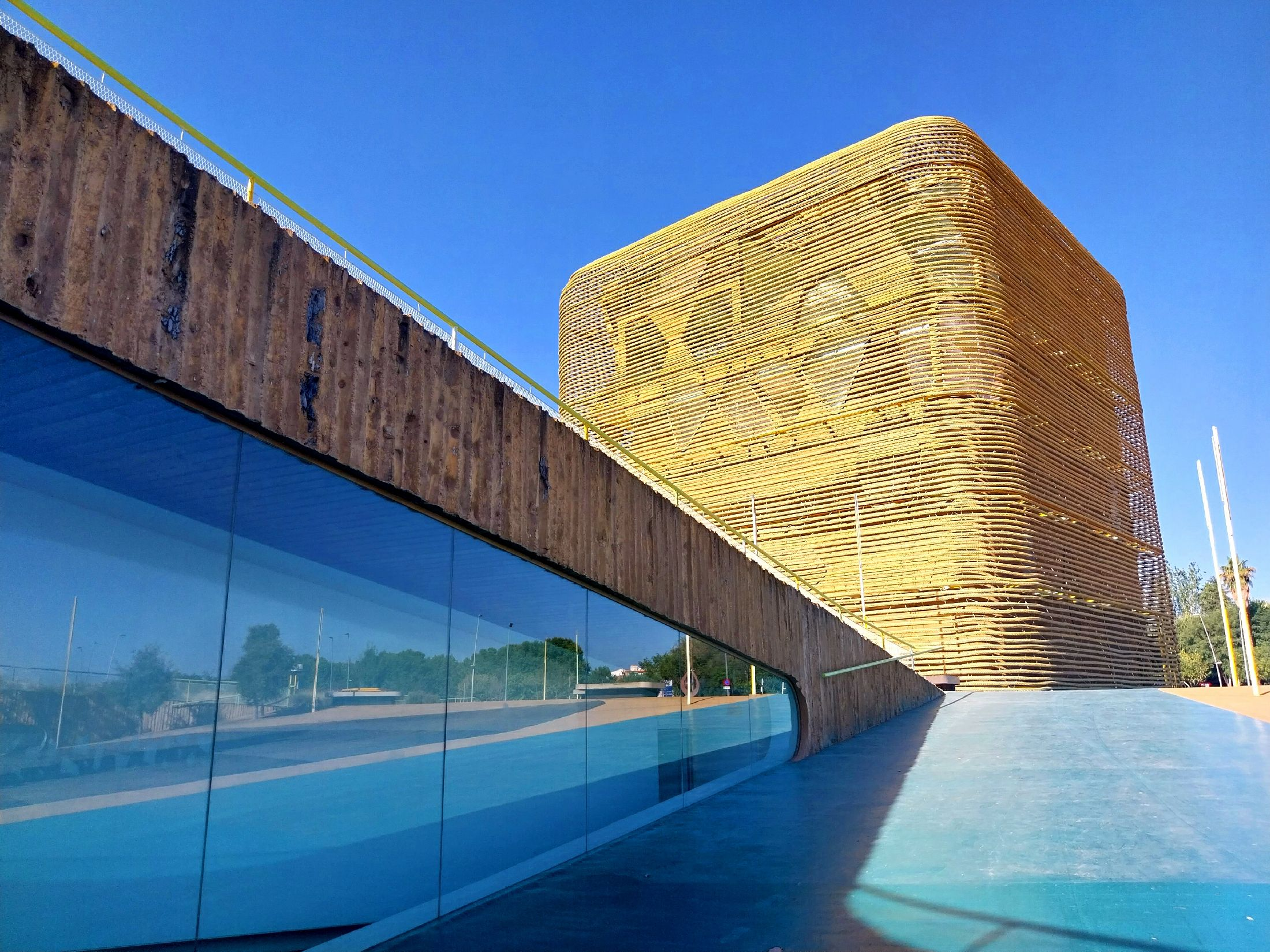
Palacio de Exposiciones y Congresos Vegas Altas: Auditorio Principal y El Cubo

### Civil
- Casa Consistorial. Construida en 1583 y reformado posteriormente. Es el edificio civil más representativo de la ciudad. En la zona baja se abren tres amplios arcos de medio punto, sobre columnas jónicas, configurando un atrio porticado. En el piso superior se dispone de una balconada corrida, con cinco ventanas adinteladas. En el coronamiento en forma de frontón, luce el escudo de la Villa y una inscripción señalando el año de construcción. La puerta principal ostenta un escudo de la Casa de Austria.
- Casa de la Tercia. Edificio de gran importancia histórica construido en 1310, que debe su nombre a la actividad tributaria que se desarrollaba desde ella. En principio fue lugar de domicilio de algunas personalidades de la Orden de Alcántara y la sede de la Mesa Maestral para le gestión económica de los bienes del Priorato de Magacela. En esta casa, el 17 de marzo de 1313, se reunieron los Comendadores y Maestres de las Órdenes de Alcántara, Santiago y Calatrava y acordaron defender conjuntamente los derechos de Alfonso XI.
- Casa de los Bolos. Edificio dedicado a vivienda de Don Ricardo Guisado Casillas a principios del s. XX, situado en la calle Zurbarán. Consta de dos plantas, torreón, y un mirador de madera con decoraciones de azulejos. Destacan unos bolos esféricos de granito, a los que debe su nombre.
- La Jabonera. Es parte de una antigua fábrica de jabones, más en concreto la zona destinada a residencia señorial, exponente de la arquitectura industrial del siglo XIX. Obra recientemente atribuida al arquitecto sevillano Aníbal González Álvarez-Ossorio.
- Palacio de Exposiciones y Congresos Vegas Altas. Inaugurado en noviembre de 2017, lo conforman dos estructuras: un auditorio en forma de anillo plano semienterrado y otra cúbica, "El Cubo", que se eleva elegantemente escondiendo el alzado del teatro. El primer volumen pasa a transformarse en un "campo tras la siega" que pasa a incorporar un espacio verde donde destacan franjas de lucernarios veteando su superficie. El Cubo es un volumen a modo de bala de paja e imponente acorde con el entorno. Ha sido elogiado en publicaciones técnico-arquitectónicas y nominados a los premios AZ de arquitectura en Canadá.
- La Plaza de España: era un ensanchamiento del camino ganadero de la trashumancia a su paso por la población. Los soportales, construidos para protección de vecinos y de los antiguos puestos del mercado, no aparecen hasta 1781 con la decadencia de la Mesta. Los miles de cabezas de ganado, que componían los rebaños de la Mesta, atravesaban la población entrando por la Puerta de la Villa y saliendo por la otra puerta de la muralla. La plaza de Villanueva recibió su actual denominación de plaza de España el 2 de noviembre de 1938 En 1896 concluía la edificación de portales en el lateral que va desde el Ayuntamiento hasta la calle de Santa María de Guadalupe y finalmente se terminaron los que aparecen frente a la casa consistorial en su último tramo al iniciarse la década de los cincuenta.

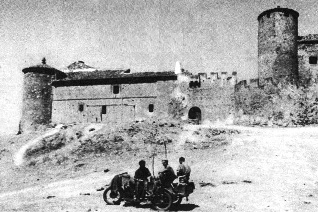
El castillo de la Encomienda, en una imagen de 1938

- Castillo de la Encomienda: lo más antiguo de la fortaleza parece datar del siglo XIV. Emplazada sobre un cerro al norte del río Guadiana. Se constituye con un cuerpo principal en cuyo flanco meridional sobresalen una torre prismática y otra cilíndrica, comunicadas entre sí y con los adarves mediante un sistema de andenes y escaleras que potencia y garantiza su seguridad y permite una fácil defensa; circundándose todo con una barbacana reforzada también con algunos cubos. En los últimos años del siglo XV se añadió otro cuerpo a modo de barbacana en el lado meridional, como continuación de la primera barrera, configurado en forma de recinto rectangular con cubos cilíndricos en sus dos esquinas. Quedó entonces en el interior el baluarte citado, permitiendo la creación de un patio de armas en cuyos flancos se construirán varias dependencias residenciales y pecuarias durante la segunda mitad del siglo XVI.

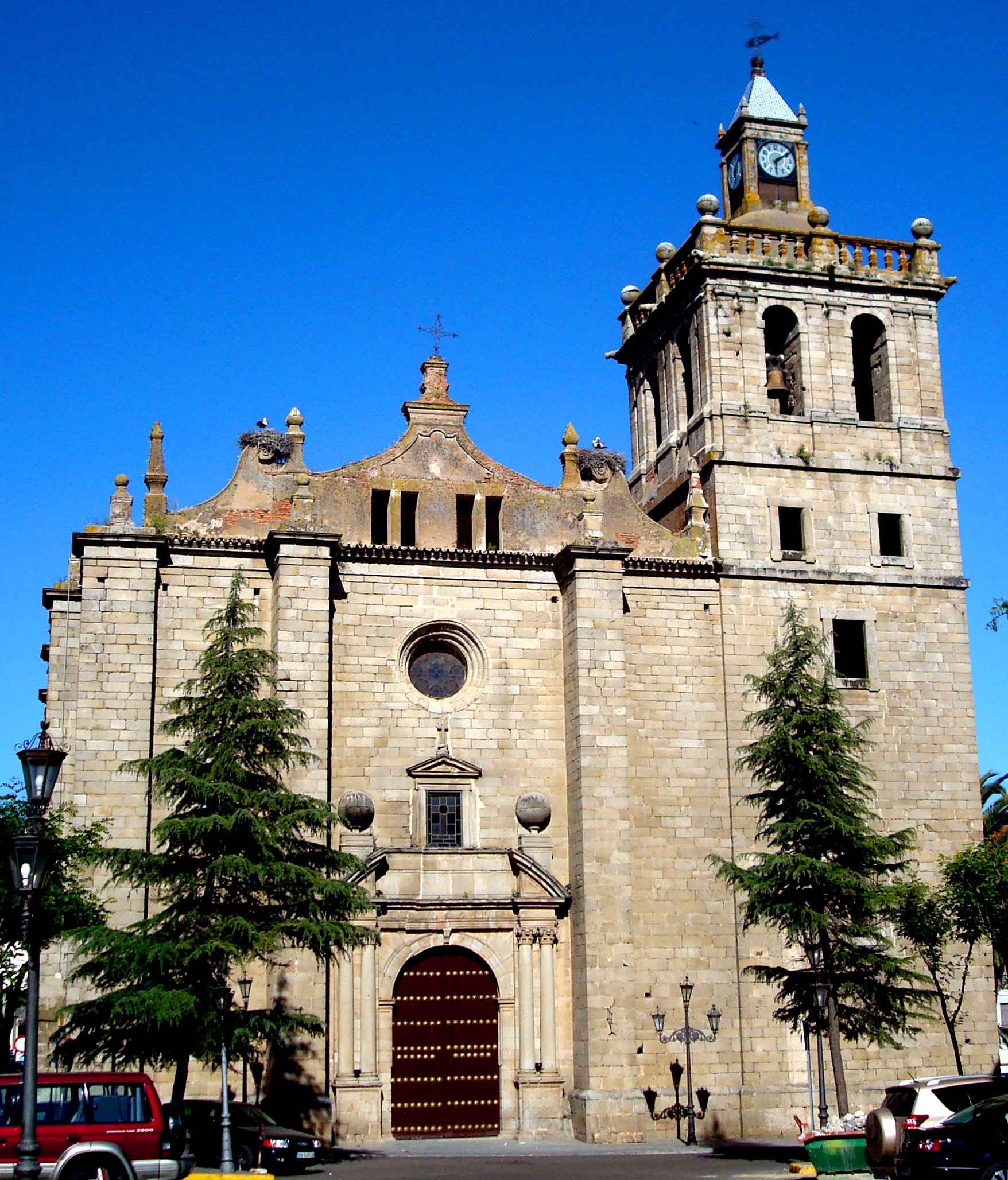
La parroquia de Nuestra Señora de la Asunción

### Religioso
- Iglesia parroquial de Nuestra Señora de la Asunción, perteneciente a la archidiócesis de Mérida-Badajoz.[8] Sobrio edificio clásico de estilo herreriano, construido en granito, terminado en 1608. Su sólida torre fue levantada por Pedro Sánchez de Estrada y terminada en 1634. Se compone de tres cuerpos separados por cornisas y está bordeada por una balaustrada y templete de cuatro pilastras y chapitel. Tiene tres portadas: la Mayor, la de la Epístola (o puerta chica) y la del lado del Evangelio. En el interior sobresale la talla de la Virgen de los Dolores de Mariano Benlliure, y el cuadro de La Virgen con el niño y San Juanito de Luis de Morales.
- Monasterio de San Benito o Palacio Prioral. Construido inicialmente por el Maestre de la Orden de Alcántara Juan de Zúñiga y Pimentel en 1494, gue reconstruido en 1788, durante el reinado de Carlos III, en estilo neoclásico según proyecto del arquitecto Raimundo Durán y, tras su saqueo e incendio por las tropas francesas en 1809, fue reedificado de nuevo. En 1580 los reyes Felipe II y Ana de Austria se alojaron en este monasterio en su tránsito de Guadalupe a Portugal. La verdadera advocación del convento, habitado por hermanas Concepcionistas Franciscanas desde 1926, es la de la Inmaculada Concepción.
- Capilla del Santo Sepulcro. Fue construida junto a la iglesia de San Benito por el Concejo de la Mesta y en 1673 el Prior de Magacela don Luis Velázquez de Zúñiga fundó en este edificio la capilla. En el exterior tiene un impresionante escudo de granito con el águila bicéfala de la Casa de Austria.
- Iglesia de San Francisco de Asís, construida en 1595, en la transición del Renacimiento al Barroco. Tiene una sola nave con presbiterio y una capilla de forma octogonal adosada al lado norte, con techo de bóveda y cúpula en el crucero. Conserva un pequeño claustro.

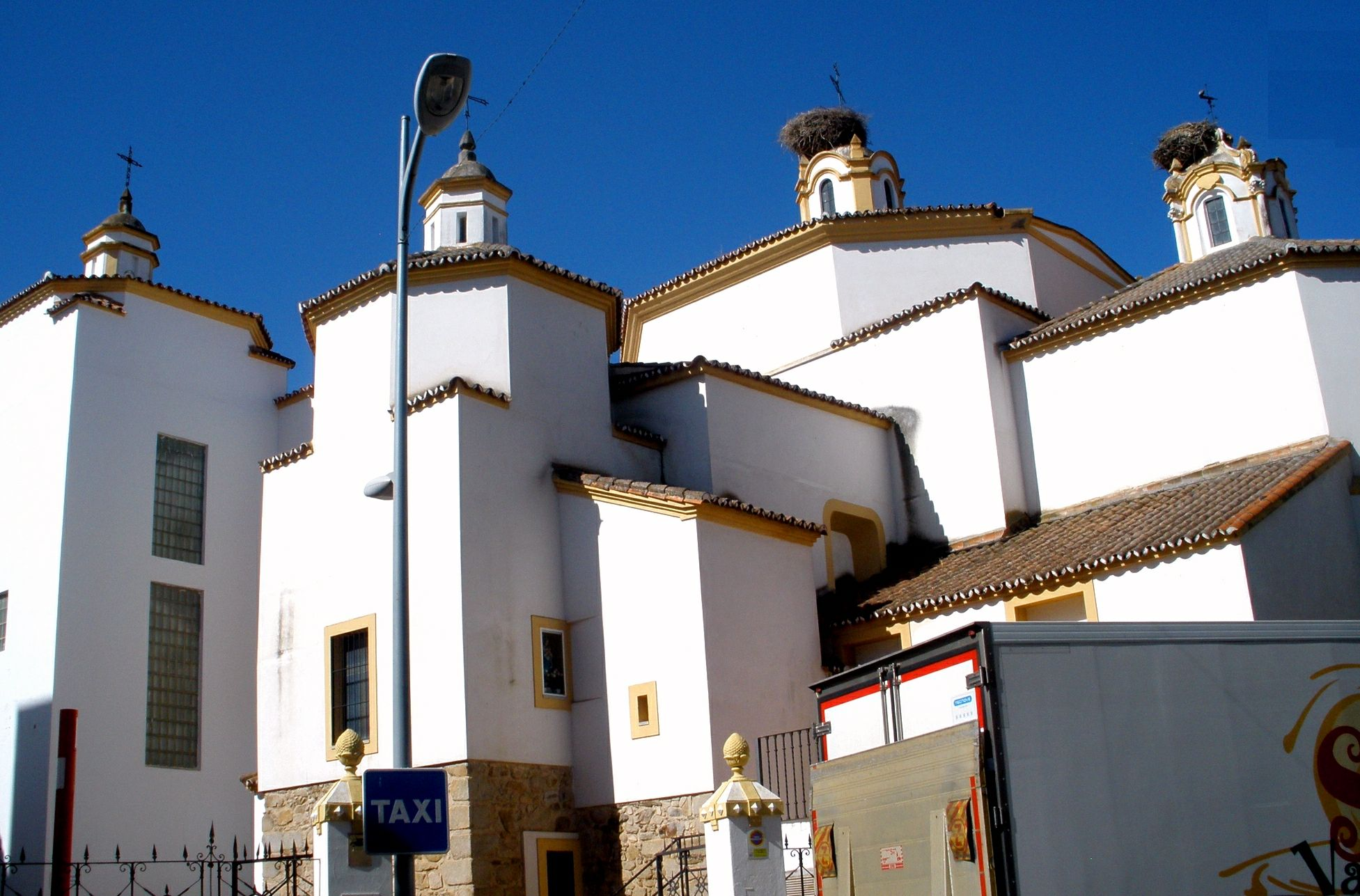
Iglesia de San Francisco de Asís

- Iglesia de la La Santa Cruz, construida en 1973 según planos de Manuel Briñas Coronado y Daniel Calero González.[8]
- Capilla de Santa Isabel, levantada en 1893 en estilo neogótico a iniciativa de los señores Julián Escribano y Ana Montero en recuerdo de su hija Isabel. Desde 2022, tras una rehabilitación integral, acoge el centro social Joaquina Ruiz. Maestra.
- Parroquia de Nuestra Señora del Pilar, iglesia moderna de 1974, según proyecto del arquitecto Luis Rodríguez Hernández.
- Ermita de Santiago Apóstol y San Ildefonso, en origen del siglo XVI, experimento una completa reestructuración en 1980.
- Ermita de la Virgen de la Aurora, sita en las inmediaciones de finca municipal del quinto coto.

### Escultura urbana

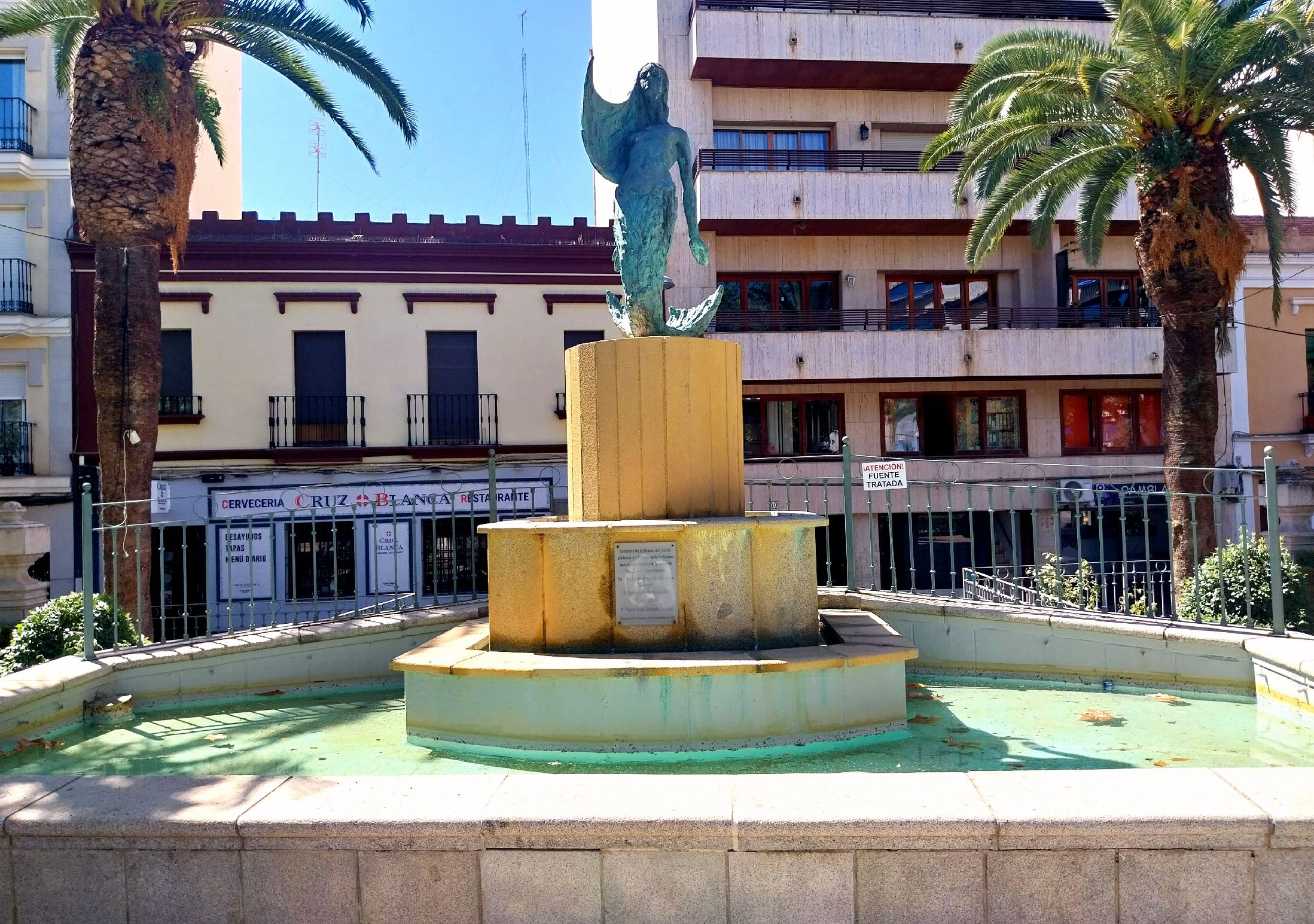
La Sirena, símbolo de Villanueva de la Serena

Son varias las estatuas, bustos y grupos escultóricos que pueden verse en la localidad. Destacan: "La Sirena" o "Sirenita", obra del artista Perfecto Corchado y sita en el parque de la Constitución, símbolo emblemático de la ciudad; el grupo escultórico de Conquistadores enclavado en sitio donde años atrás hubo una laguna, conformado por un gran obelisco que flanquean la representación de un monje con la cruz, un navegante con un timón y un soldado o conquistador con una espada. Estatua del conquistador Pedro de Valdivia inaugurada en 1928 por el entonces alcalde de la ciudad D.Antonio de Miguel-Romero Gil de Zúñiga y el dictador y presidente del gobierno Miguel Primo de Rivera y Orbaneja. Destacar el busto de Felipe Trigo, escritor local cuyo nombre preside un prestigioso premio literario de convocatoria anual. En los últimos años se han inaugurado nuevos bustos y esculturas urbanas. Como final ponemos el acento en un grupo escultórico "homenaje a los agricultores" obra del artista villanovense Eduardo Acero Calderón.

## Economía
La economía de Villanueva de la Serena ha estado basada tradicionalmente en la explotación del ganado lanar y de la agricultura.

### Ganadería y agricultura

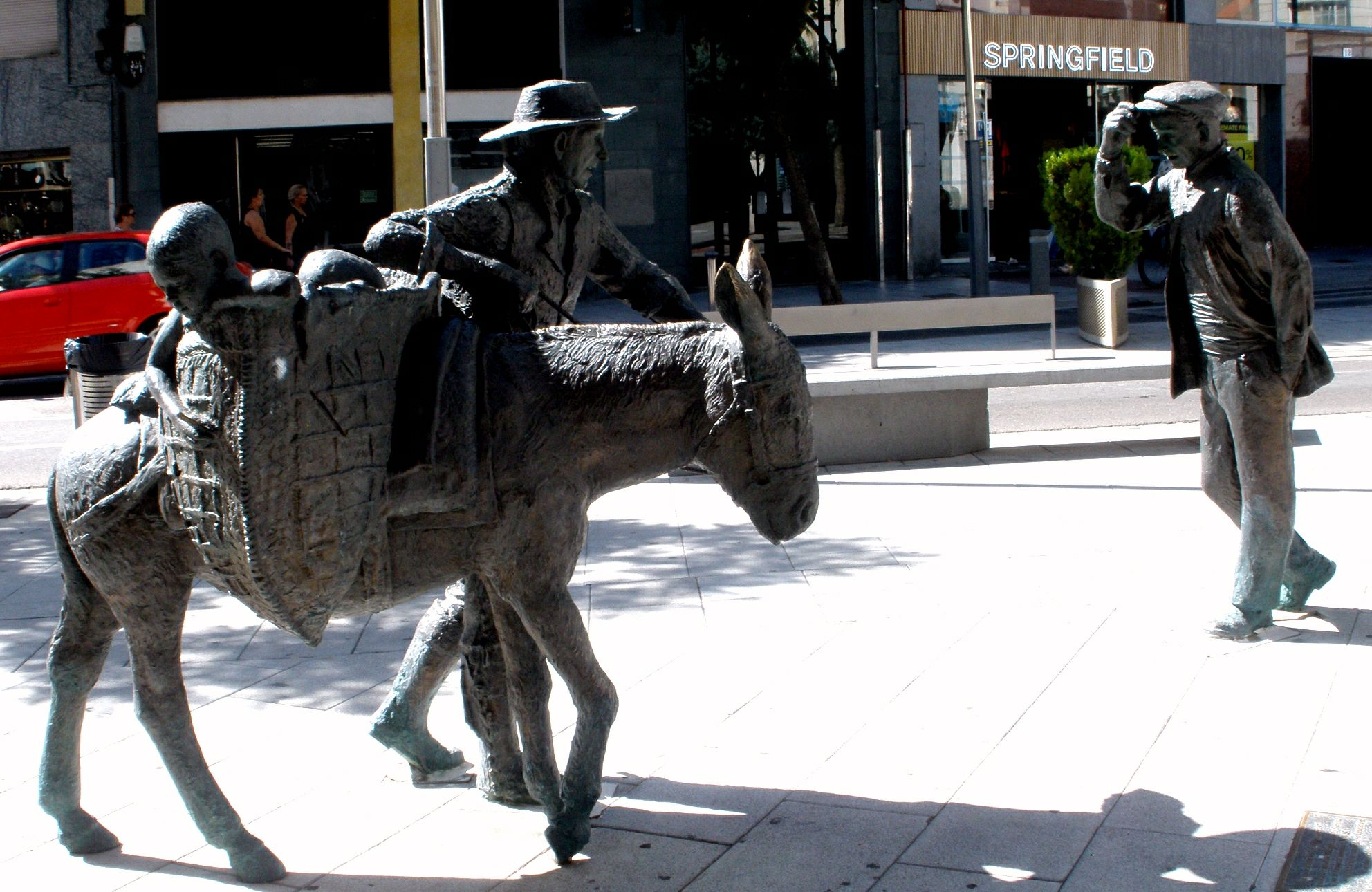
Grupo escultórico Las Pasaderas, obra de Eduardo Acero, erigido en la plaza homónima en 2011

Las ovejas y cabras de La Serena tuvieron durante siglos fama por todo el país y era famosa la feria de ganados, que desde tiempos medievales, consolidaron a Villanueva de la Serena, junto a Zafra y a Medina del Campo, como importantes plazas para el comercio de ganado. Se celebraba anualmente los días 28, 29 y 30 de mayo dedicada preferentemente al ganado lanar que se concentraba en un terreno denominado "El Quintillo" inmediato al río Zújar.
Actualmente Villanueva, además de la ganadería que sigue siendo muy activa, tiene una actividad agrícola importante. En 1952, el Plan Badajoz vino a convertirla junto a Don Benito en una de las capitales de las Vegas Altas del Guadiana. Se crearon en las tierras más fértiles del municipio las nuevas localidades de colonización de Valdivia, Zurbarán y Entrerrios. Este plan, transformó tierras ricas pero secas en vergeles donde se cultiva maíz, arroz, tomates y otras hortalizas, además de todo tipo de frutales (melocotones, peras, nectarinas, ciruelas...), etc. Por otro lado en los campos fuera de la zona regable se ha continuado con el cultivo de cereales como trigo, cebada y el con el milenario cultivo del olivo.
Se cultiva maíz, arroz, tomates y otras hortalizas, además de todo tipo de frutales (melocotones, peras, nectarinas, ciruelas...), entre otras, que predomina en las zonas de regadío que se encuentran en las pedanías de Villanueva de la Serena. Por otro lado, en los campos fuera de la zona de regadío se ha continuado con el cultivo de cereales como trigo, cebada y el con el milenario cultivo del olivo.

### Industria

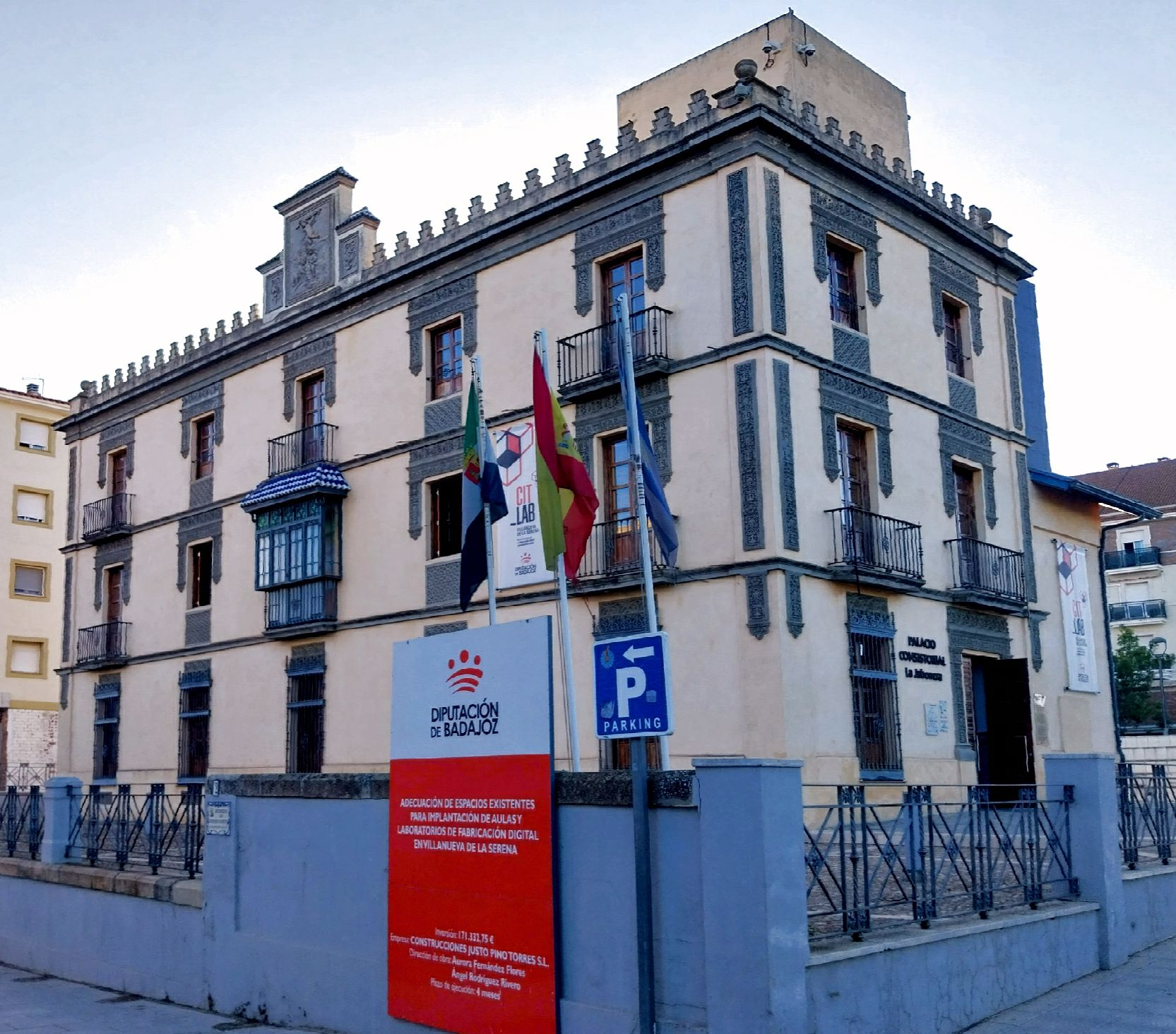
Palacio consistorial La Jabonera, antigua fábrica de jabones

Villanueva fue siempre una ciudad laboriosa que fabricaba desde jabón hasta chocolates, o depósitos para elaboración de vinos en muy distintas regiones, o campanas que resonaban en las ciudades más insospechadas fundidas en Villanueva, que exportaba uvas incluso al extranjero, o que imponía su magisterio en cerrajería artística. Son famosas las romanas o básculas para pesar, que desde tiempos de la colonización romana se fabricaban artesanalmente en estas tierras. Todavía hoy es posible encontrar algún artesano que las fabrica.
Al hilo de tal desarrollo agropecuario también ha surgido una industria agroalimentaria enfocada, lógicamente, a esos productos hortofrutícolas, podemos citar Transa, Rosa, Sol de Badajoz, Crex, Sol de Valdivia o Tany Natur, por citar algunas de la más relevantes. Tienen funciones en cultivo, recolección, distribución, conserveras, etc.

### Comercio
El comercio tradicional tiene arraigo desde tiempo inmemorial en el centro de la ciudad, en la zona del paseo de San Francisco, Pasaderas, y calles aledañas como Díaz Ambrona, calle Nueva, etc. También se ha focalizado la pequeña industria en varios polígonos industriales como son el de "Cagancha" "Montepozuelo" o "La Barca", existen múltiples actividades como son las relacionadas con el automóvil, el transporte, la industria de la madera y el mueble, las artes gráficas, la informática, etc.
Dicho comercio convive con el fenómeno de las grandes superficies que también han arraigado en la localidad, en los llamados parques comerciales se han instalado marcas como Carrefour, Mercadona, Sprinter, etc. Por todo ello la ciudad está considerada como cabeza comercial y de servicios para toda la comarca.

### Otros servicios
Villanueva de la Serena es actualmente sede comarcal de varios Colegios Oficiales, como son los de Aparejadores y Arquitectos Técnicos, Peritos e Ingenios Técnicos Industriales y Abogados. Todas estas actividades, y muchas más, ofrecen sus servicios a través de sus profesionales. En 1890 se fundó Banca Pueyo.

## Administración y política
| Partido político                         | 2023  | 2023  | 2023       | 2019  | 2019  | 2019       | 2015  | 2015  | 2015       | 2011  | 2011  | 2011       | 2007  | 2007  | 2007       |
| Partido político                         | Votos | %     | Concejales | Votos | %     | Concejales | Votos | %     | Concejales | Votos | %     | Concejales | Votos | %     | Concejales |
| Partido Socialista Obrero Español (PSOE) | 8481  | 61,38 | 14         | 8074  | 57,77 | 14         | 8884  | 61,33 | 14         | 8630  | 57,19 | 13         | 9867  | 65,12 | 16         |
| Partido Popular (PP)                     | 3686  | 26,67 | 6          | 2423  | 17,33 | 4          | 3559  | 24,57 | 6          | 4878  | 32,33 | 7          | 3417  | 22,55 | 5          |
| Vox                                      | 828   | 5,99  | 1          | —     | —     | —          | —     | —     | —          | —     | —     | —          | —     | —     | —          |
| Podemos-Izquierda Unida (IU)-Ganemos     | 600   | 4,34  | 0          | 733   | 5,24  | 1          | 1040  | 7,18  | 1          | 869   | 5,76  | 1          | 560   | 3,70  | 0          |
| Ciudadanos (CS)                          | —     | —     | —          | 1401  | 10,02 | 2          | —     | —     | —          | —     | —     | —          | —     | —     | —          |

### Referéndum de 2022

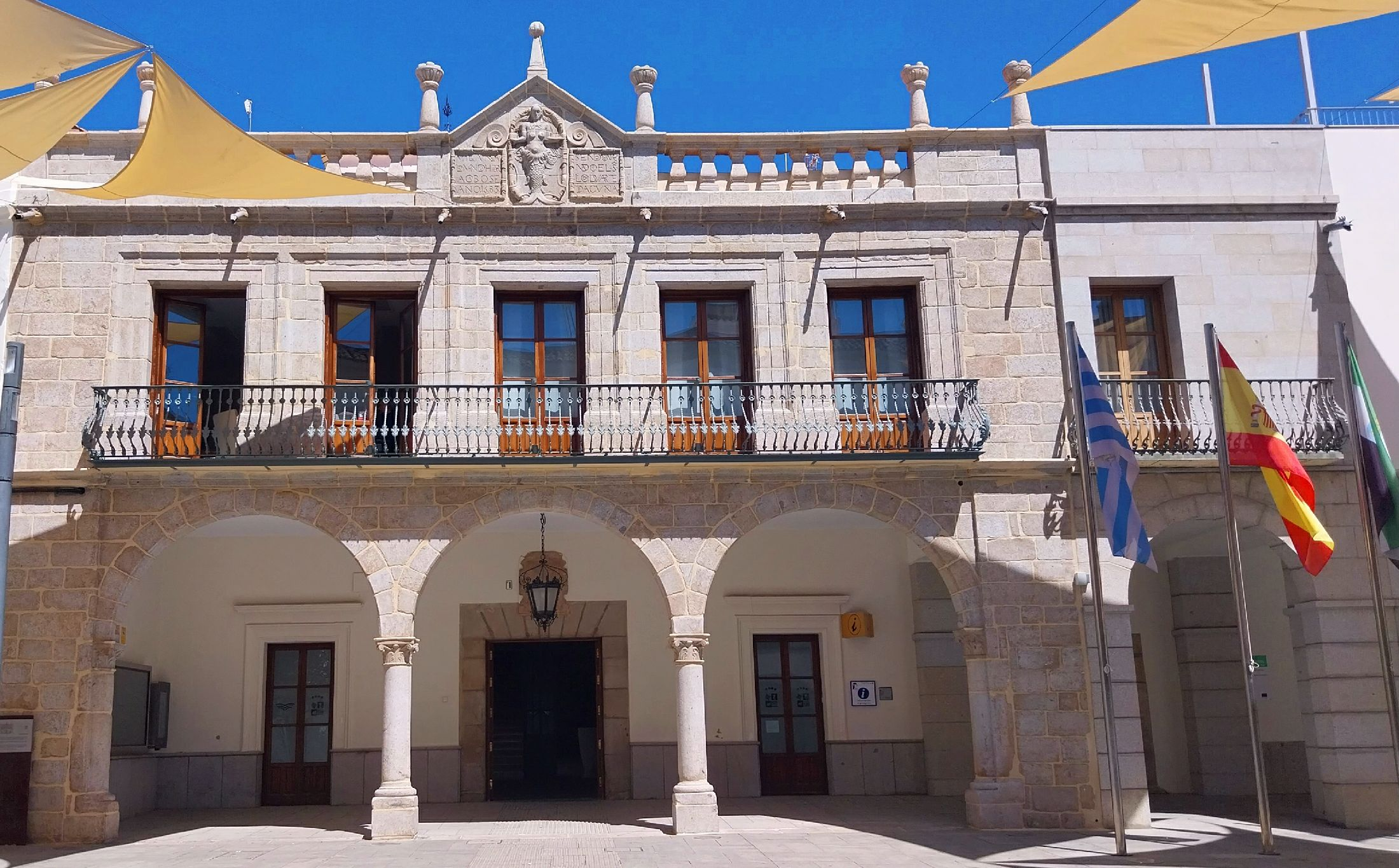
Casa consistorial

El 20 de febrero de 2022 se celebró en Villanueva de la Serena y en Don Benito una consulta para decidir una posible fusión de los dos municipios.
Para que se aprobase la fusión se necesitaba alcanzar una participación mínima del 50 % de las personas empadronadas en cada municipio y en cada municipio llegar o superar el 66 % de los votos a favor de la fusión.

#### Resultado
- Participación:
  - Don Benito:
    - 50,42 % (63,17 % en las municipales de 2019).

  - Villanueva de la Serena:
    - 58,94 % (un 69,77 % en las últimas municipales)
- Resultado:
  - Don Benito:
    - 66,27 % de votos a favor del sí en Don Benito (con un 33,27 en contra)

  - Villanueva de la Serena:
    - 90,49 % de votos a favor del sí (más un 9,03 % en contra y 0,48 % en blanco).[10] El proceso electoral cuenta con algunas sombras y dudas sobre su total limpieza. Hay un recurso interpuesto en la justicia. https://www.eldiario.es/extremadura/sociedad/juzgado-merida-admite-recurso-fusion-don-benito-villanueva_1_9203116.html
- El proceso de unificación iba a comenzar con Elecciones municipales de Don Benito y Villanueva de la Serena de 2023 e iba a concluir con Elecciones municipales de Don Benito y Villanueva de la Serena de 2027.
- Tras varias opciones propuestas como Mestas del Guadiana o Concordia del Guadiana, nombre que no tuvo gran aceptación por parte de los ciudadanos de las dos localidades, los ayuntamientos a través de pleno optaron por nombrar a la nueva localidad Vegas Altas.
- En las Elecciones municipales de Don Benito en 2023, Con los resultados; PSOE: 9 concejales, Siempre Don Benito: 7 concejales, PP:5 concejales, Se uniría el partido local y contrario a la fusión Siempre Don Benito y Partido Popular ("a favor de la fusión") para así quitarle la alcaldía al PSOE.
- Tras la polémica paralización de la fusión, nacería una plataforma ciudadana después convertida en asociación, "Asociación Por la Fusión DBVVA" que realizaría asambleas ciudadanas y manifestaciones multitudinarias nunca antes vistas en la localidad (más de 1500 asistentes) y que sigue luchando porque se realice la fusión que la mayoría de la población voto a favor en un 66,27 %. Dicha asociación, en la actualidad tiene mucho peso en la sociedad de la comarca de las Vegas Altas y la Serena. (Asociación Por la Fusión DBVVA)

## Equipamientos y servicios públicos

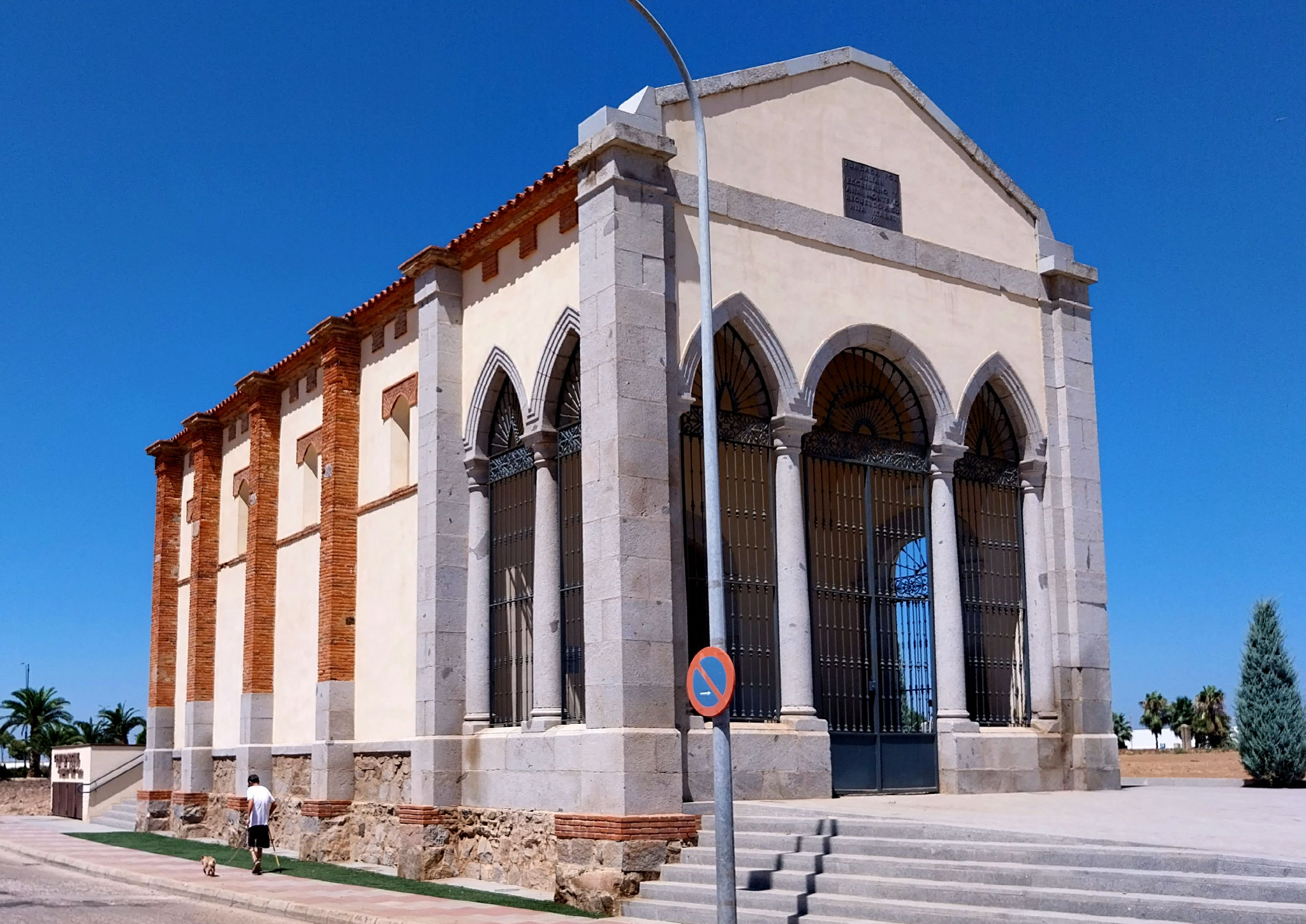
Centro social Joaquina Ruiz. Maestra, creado en 2022 en la antigua capilla de Santa Isabel

### Educación
Cuenta con siete colegios de educación primaria: seis públicos (CEIP Conquistadores, CEIP Cruz del Río, CEIP El Cristo, CEIP Miguel de Cervantes, CEIP Santiago Apóstol y CEIP Virgen del Pilar) y uno concertado (colegio concertado San José). Cuenta así mismo con tres institutos de educación secundaria, el IES Pedro de Valdivia, el IES San José y el IES Puerta de la Serena.
También cuenta con dos sedes de la asociación APROSUBA (actualmente se llama Plena Inclusión), centros educacionales para discapacitados, dichos centros abarcan todo el arco educativo de enseñanza y de inserción social siendo un referente a nivel regional. Hay una Universidad Popular, un Centro de Educación para Adultos (EPA) y una sede de la Escuela Oficial de Idiomas donde se imparten clases de francés, inglés, alemán y portugués. También se cuenta con una subdelegación de la UNED (Universidad Nacional a Distancia) dependiente de la Mérida y donde se ofertan entre otros conocimientos Magisterio, Historia y Derecho.

### Sanidad
La ciudad cuenta con varios centros sanitarios tanto públicos como privados. A destacar dos Centros de Salud y Atención Primaria (ubicados al norte y Sur de la localidad), un centro de especialidades con diversas consultas (medicina interna, radiología, cardiología, neumología, trauma, etc.) todo ellos dependientes del Servicio Extremeño de Salud (SES).
Igualmente existe una clínica del grupo Capio como es el "Hospital de Santa Justa". También diversas consultas privadas dedicadas a reconocimientos médicos, salud dental, análisis clínicos, etc. Destacar que tiene sede un grupo comarcal de la Cruz Roja, que presta efectivos sus servicios en el ámbito se emergencias y sanitario.

### Transporte y comunicaciones

#### Carreteras
Entre las carreteras del término municipal se encuentran:
- Carretera nacional N-430 (entre los pK 112 y 120): atraviesa el país de oeste a este, empezando en Badajoz y terminando en Játiva (Valencia).
- Autovía autonómica EX-A2: tiene su origen en la autovía  A-5 (autovía del Suroeste) cerca de la localidad de Miajadas y tiene su final en la  EX-206, carretera que une Don Benito y Villanueva de la Serena.
- Carretera autonómica EX-104: une Villanueva de la Serena con el límite con provincia de Córdoba, pasando por Campanario y Castuera.
- Carretera autonómica EX-206: une la autovía A-5 con Villanueva de la Serena pasando por Santa Amalia y Medellín.
- Carretera autonómica EX-347: carretera local que se dirige hacia La Haba.
- Carretera autonómica EX-351: une la carretera N-430 con Villanueva de la Serena.

Autobús
Las rutas de autobús que pasan por Villanueva de la Serena son variadas, como puede ser a diferentes ciudades extremeñas, Madrid, Barcelona, Sevilla, Zaragoza, Rumanía y País Vasco.

#### Ferrocarril

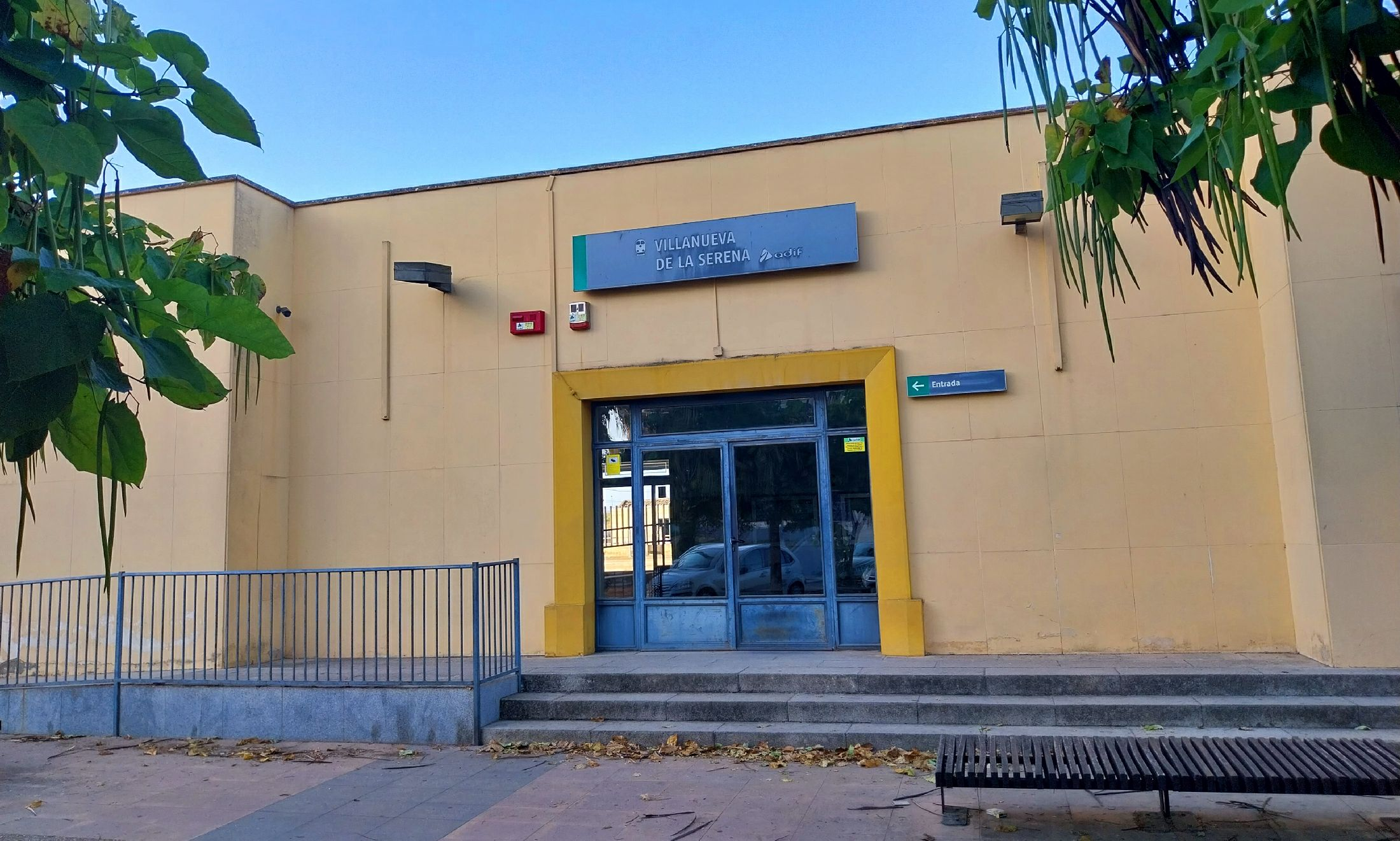
Estación de Adif

- Alcázar de San Juan – Badajoz, pasando por Villanueva de la Serena
- Badajoz – Alcázar de San Juan, Pasando por Villanueva de la Serena
- Villanueva de la Serena – Huelva, pasando por Zafra y Sevilla con enlace en Mérida
- Huelva – Villanueva de Serena, pasando por Sevilla y Zafra con enlace en Mérida
- Villanueva de la Serena – Plasencia, pasando por Cáceres con enlace en Mérida
- Plasencia – Villanueva, pasando por Cáceres con enlace en Mérida

## Cultura

### Acontecimientos culturales
Feria Internacional de Coleccionismo Villanueva de la Serena

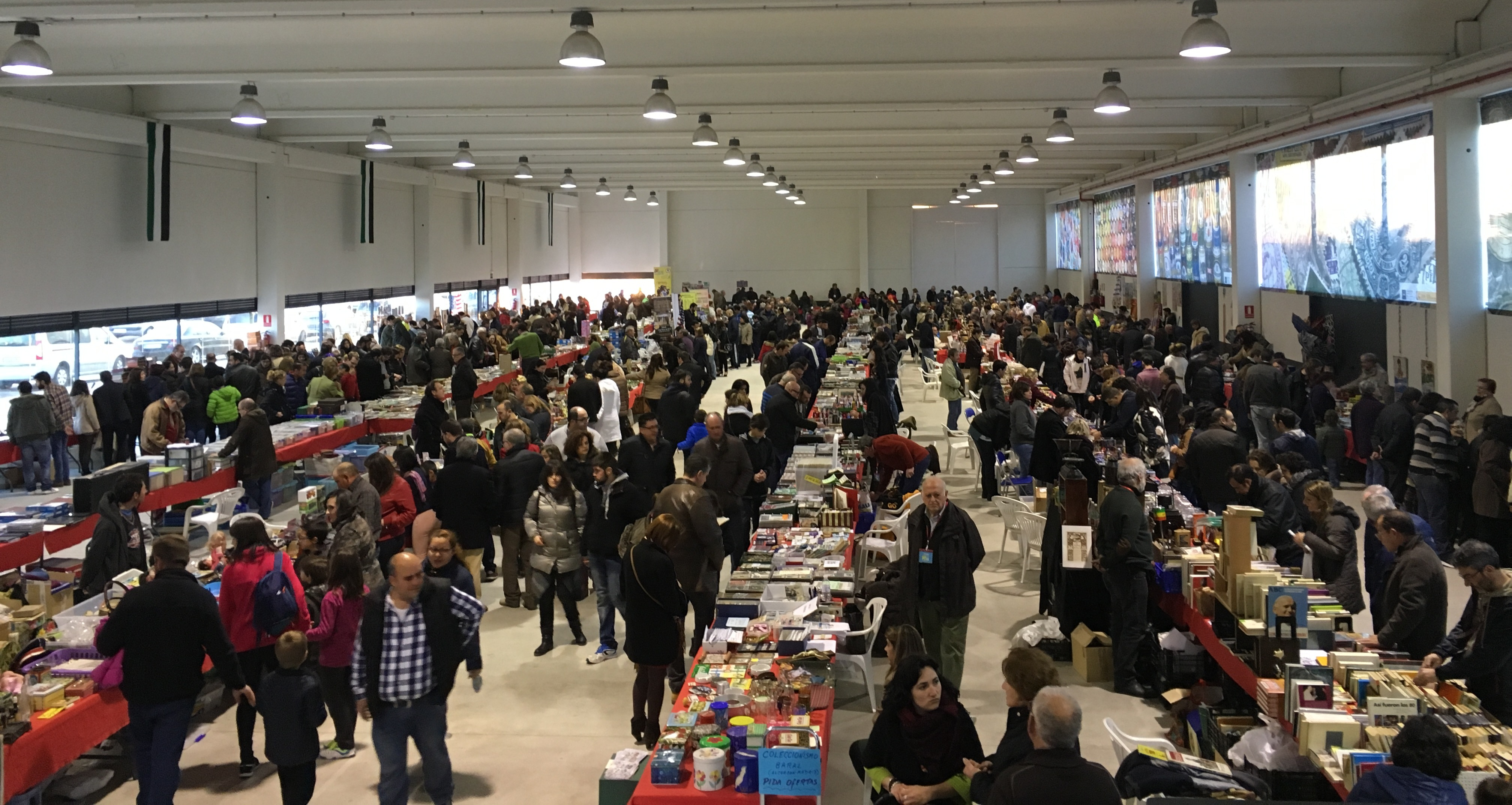
Feria internacional de coleccionismo Villanueva de la Serena

Una feria donde se dan cita de comerciantes y coleccionistas llegados de todos los puntos del país e incluso de países vecinos, desde el año 2012 se celebra con gran éxito desde su primera edición y ya es considerado el mayor evento del país en cuanto a compraventa e intercambio de coleccionismo de todas las temáticas se refiere. Siempre coincide con el primer fin de semana del mes de marzo y se desarrolla en un recinto de más de 3000 metros cuadrados como son las instalaciones del pabellón multiusos "JUAN HIDALGO" situado en el ferial de la localidad. Esta feria supone cada edición un gran impulso para la economía local ya que la ocupación hotelera durante su desarrollo de la misma es del 100 %. La hostelería y el comercio de productos típicos de la zona son un reclamo para los visitantes.
Fiesta de la Tortilla de la Patatas
Una feria en honor y alrededor del referido plato, que según expone un estudio del CSIC, tiene datado su origen en la localidad en el año 1798. Recientemente el libro La patata en España. Historia y agroecología del tubérculo andino escrito por Javier López Linaje, del Centro de Ciencias Humanas y Sociales del CSIC, sitúa el origen de la tortilla española en la localidad extremeña de Villanueva de la Serena (Badajoz). En concreto, López Linaje señala que el firmante de la comunicación que así lo prueba, Joseph de Tena Godoy y Malfeyto, la dató exactamente en la comarca de La Serena, el 27 de febrero de 1798. La publicación se hizo en el Semanario de Agricultura y Artes dirigido a los Párrocos (en el número 85, volumen IV, páginas 111-112). La obra hace referencia a documentos que hablan de la tortilla de patatas en esta localidad en 1798, y atribuye su invención a Joseph de Tena Godoy y al marqués de Robledo, dos hacendados ilustrados de Villanueva de la Serena, que trataban de encontrar un alimento barato para paliar las hambrunas basado en la patata. Lo primero que tuvieron en mente es conseguir pan de patatas, pero en vez de hornearlo pasarlo por la sartén. Con la ayuda de varias mujeres del lugar, la idea fue evolucionando a freír, con el aceite de oliva de allí, las patatas cortadas sin necesidad de hacerlas harina y añadirle huevo batido, consiguiendo para asombro de todos este manjar. Dicho hecho ha germinado con la convocatoria de una semana cultural y gastronómica que gira en torno de la tortilla de patatas, con actos, conferencias y, como no, con la elaboración y degustación de tan rico y popular plato.
Con tal motivo se ha promovido por el ayuntamiento actividades culturales, lúdicas y por supuesto gastronómicas que tienen como motivo tan sabroso manjar, todo ello con la participación popular y así se han celebrado varias ediciones que se señalaron entre finales de abril y principios de junio, sin que hasta el momento tenga una fecha fija, pero con una excelente asistencia de público y acogida con mucho interés por todo la comarca.
Ferias de febrero
De 1909 data la feria ganadera que se celebraba en Villanueva los días 2,3 y 4 de febrero, que se consolidaría como una de las más importantes de la provincia por el volumen de sus transacciones y por la temprana fecha de su celebración. Las instalaciones gozaban de exención en el pago de atributos y tasas, con el fin de estimular la afluencia de participantes. Incluso llegaron a establecerse premios para quienes efectuaran mayor número de transacciones.
Las cabellerías se concentraban en la actual avenida de Chile, vendedores y compradores constituían una estampa costumbrista y bulliciosa. Para animar la fiesta se efectuaban carreras, competiciones, domas y exhibiciones.

### Fiestas populares
Fiesta patronal

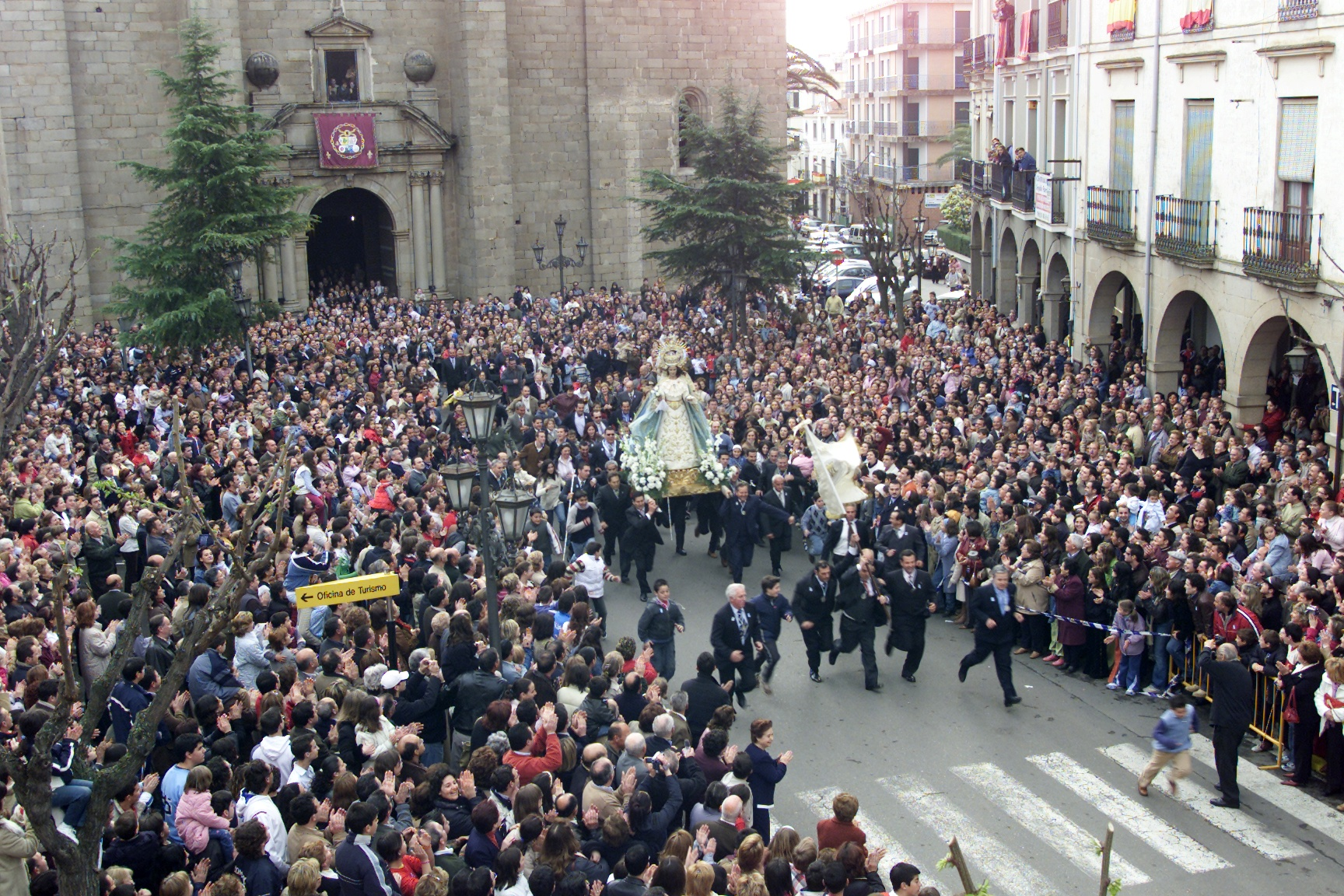
La Carrerita, tradición religiosa de Villanueva de la Serena

El 25 de julio se celebran las fiestas patronales de Santiago y Santa Ana. Antes junto a las respectivas ermitas, con festejos populares, novilladas, instalación de atracciones, veladas, bailes y en la actualidad en el recinto ferial de la ciudad, primero en el situado en plaza Salamanca y ahora en el nuevo, a las afueras de Villanueva.
La denominación de "Santiaguito" proviene del pequeño tamaño de la primitiva imagen, voz popular que se transformó también a Santa Ana "Santanita".
Fiestas de barrio
Los días 4, 5 y 6 de febrero se celebraban las fiestas del barrio de Conquistadores. La asociación de vecinos organizaba exhibiciones de doma y concursos de montura, junto a numerosas actividades religiosas, culturales y deportivas. Años más tarde pasó a celebrar sus fiestas en agosto en la festividad de la Virgen María.
Las fiestas de la Santa Cruz el 3 de mayo, en el barrio de la Cruz del Río, son de origen muy antiguo. En Villanueva se celebraban con canciones y bailes folklóricos a cargo de grupos de niños y niñas con lazos y bandas de colores. Los niños llevan en pequeñas andas cruces adornadas con flores, mientras entonan una letrilla cuyo origen se pierde en el tiempo. Esta tradición es conocida como "Las Mayas".
Con festejos análogos se celebra el 24 de agosto la festividad de San Bartolomé, en Villanueva conocido popularmente como San Bartolo, junto al templo de San Francisco. De hondas raíces populares, destaca su tradicional concurso de "Sandía y Melones" y el "Certamen de Cante Flamenco".
Las más recientes son las fiestas de la plaza Salamanca y Los Pinos, ambas alrededor del 8 de septiembre. En plaza Salamanca el día central es el día de Extremadura lleno de actividades de todo tipo, en los días previo o anterior también se llevan a cabo numerosas actuaciones. Las del Corazón de Jesús en torno a la plazoleta del mismo nombre se celebran a mediados de junio.
El 12 de octubre se conmemora la festividad de la Virgen del Pilar en el barrio del mismo nombre. Desde su nacimiento a principios de siglo se le conocía como barrio Nuevo, y en 1954 pasaría a ser el barrio de Ntra. Sra. del Pilar, cuando sus propios vecinos decidieron adoptar esta denominación.

## Ciudades hermanadas
La ciudad de Villanueva de la Serena está hermanada con cuatro municipios españoles, dos de ellos extremeños (Plasencia y el vecino Don Benito) y dos catalanes (Canyellas y San Baudilio de Llobregat). También está hermanada con la ciudad marroquí de Faqih Bin Saleh / Althelata.